# Fédération française de tennis de table
La Fédération Française de Tennis de Table (FFTT) est l'instance gérant le tennis de table en France. Elle a été fondée en mars 1927. Son siège se trouve rue Dieudonné-Costes à Paris dans le 13e arrondissement.

## Instances

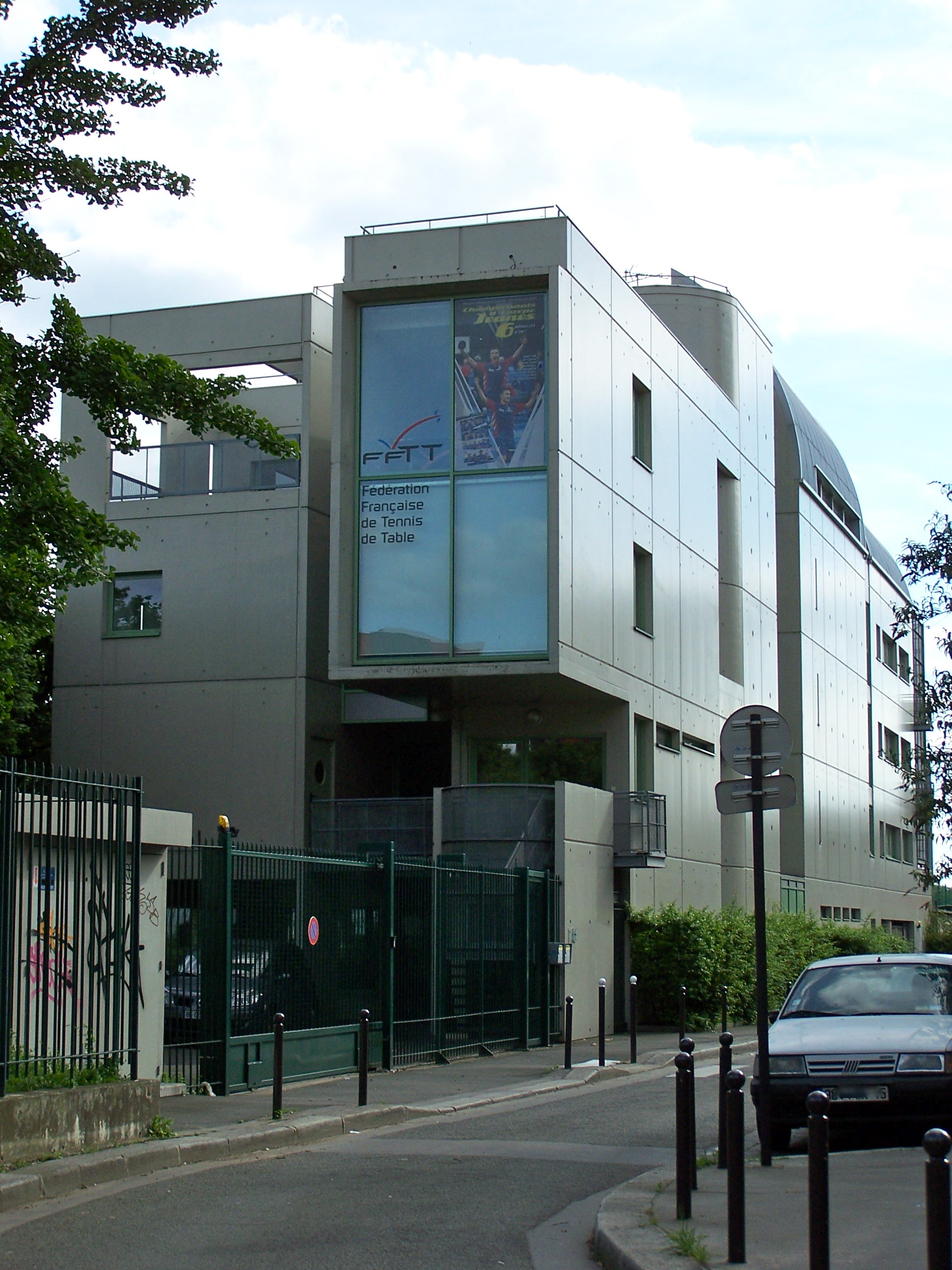
Le siège de la FFTT, 3 rue Dieudonné-Costes.

Depuis le 6 décembre 2020, le Président de la Fédération est Gilles Erb, réélu le 7 décembre 2024.
La fédération comptait en 2023-2024 183 143 licenciés (auxquels s'ajoutent 40 044 licences événementielles), répartis en plus de 3 000 clubs.
La FFTT organise chaque année de nombreuses compétitions individuelles et par équipes, parmi lesquelles le championnat de France individuel et par équipes, ainsi que le Critérium fédéral.

## Liste des Présidents de la FFTT

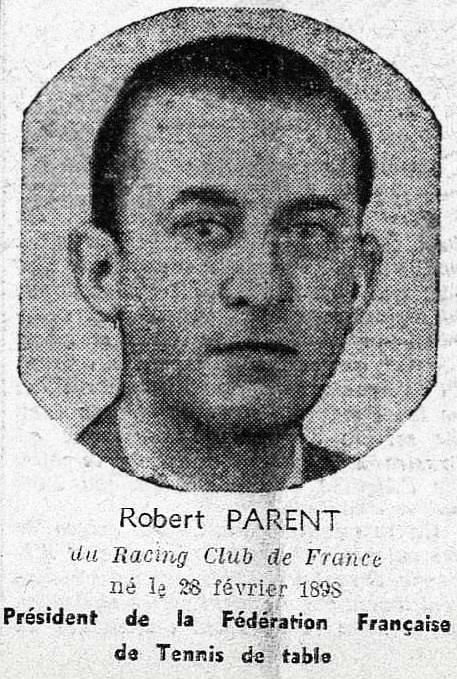
Robert Parent, Président de la Fédération, en 1940.

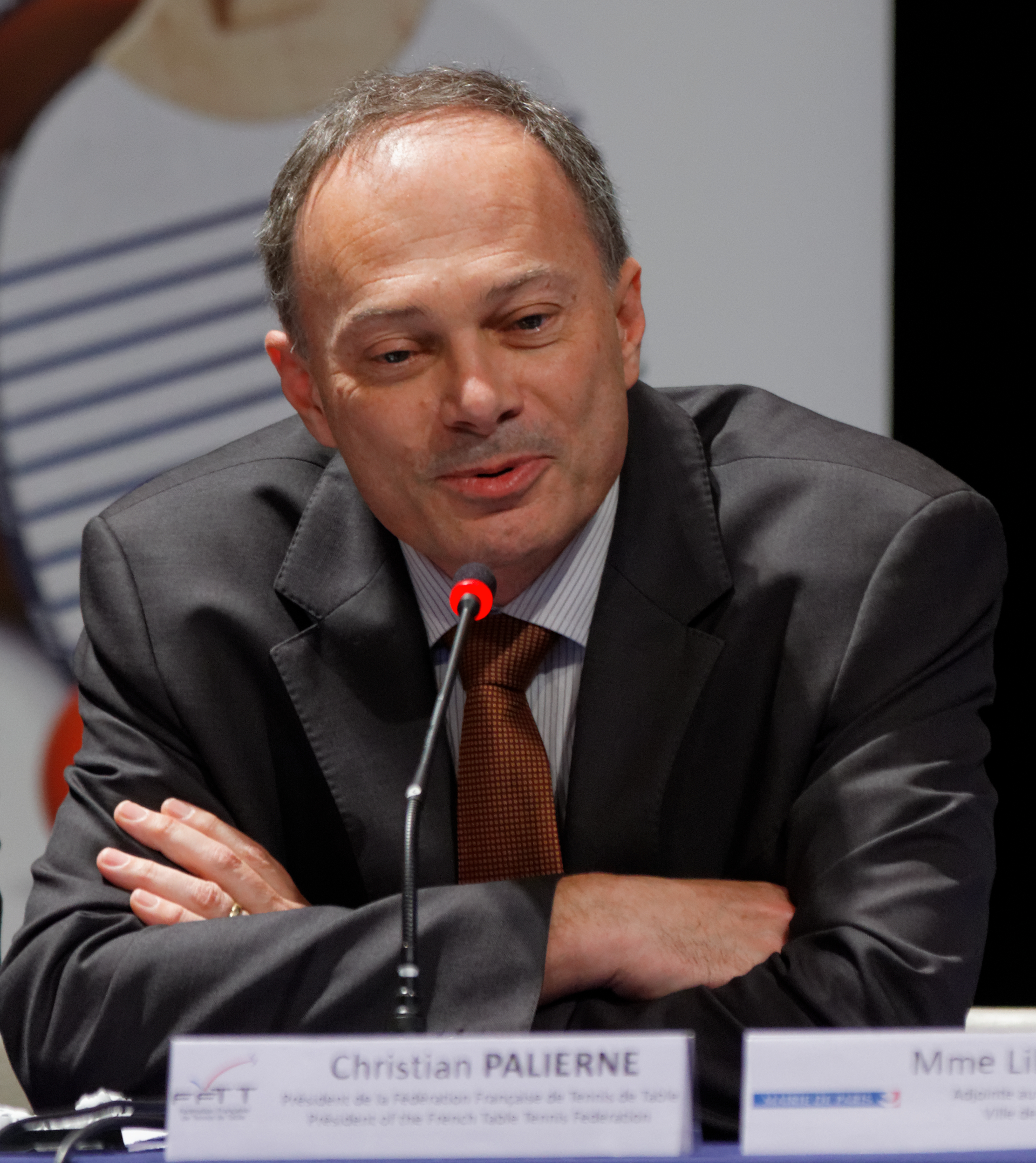
Christian Palierne lors de la conférence Mondial Ping en mai 2013

| années                        | nom                    |
| ----------------------------- | ---------------------- |
| 1927 à 1929                   | Jean Foucault          |
| 1929 à 1933                   | Comte Fernand Palmieri |
| 1933 à 1935                   | Marcel Corbillon       |
| 1935 à 1937                   | Docteur Charles Guerin |
| 1937 à 1942                   | Robert Parent          |
| 1942 (avril-novembre)         | Marcel Corbillon       |
| 1942 à 1944                   | Robert Foulon          |
| 1944 à 1959                   | Jean Prulière          |
| 1959 à 1966                   | Pierre Ceccaldi        |
| 1966 à 1978                   | Georges Duclos         |
| 1978 à 1982                   | Jean-Paul Courtier     |
| 1982 à 1991                   | Bernard Jeu            |
| 1991 à 1992                   | René Champdorge        |
| 1992 à 2000                   | Pierre Albertini       |
| 2000 à 2008                   | Gérard Velten          |
| décembre 2008 à février 2011  | Alain Dubois           |
| avril à décembre 2011         | Jacques Helaine        |
| décembre 2011 à décembre 2020 | Christian Palierne     |
| depuis le 6 décembre 2020     | Gilles Erb             |

## Compétitions par équipes
Les compétitions par équipes font partie des manifestations organisées par la Fédération.
Les équipes des championnats adultes se répartissent dans 16 divisions :
- L'échelle nationale comporte 5 niveaux: Pro A, Pro B, Nationale 1, Nationale 2 et Nationale 3.
- L'échelle régionale comporte 5 niveaux: Pré-Nationale, Régionale 1, Régionale 2, Régionale 3 et Régionale 4 (dans certaines régions).
- L'échelle départementale comporte jusqu'à 6 niveaux : Pré-Régionale, Départementale 1, Départementale 2, Départementale 3, Départementale 4 et Départementale 5 (dans certains départements).

## Evolution du nombre de licenciés
| Saison    | Licenciés, | Remarques                                  |
| --------- | ---------- | ------------------------------------------ |
| 2015-2016 | 180 573    |                                            |
| 2016-2017 | 179 273    |                                            |
| 2017-2018 | 176 557    |                                            |
| 2018-2019 | 172 912    |                                            |
| 2019-2020 | 175 910    |                                            |
| 2020-2021 | 126 175    | Saison marquée par la Pandémie de COVID-19 |
| 2021-2022 | 158 625    | Saison marquée par la Pandémie de COVID-19 |
| 2022-2023 | 177 420    |                                            |
| 2023-2024 | 183 143    |                                            |

Durant la saison 2023-2024, sur un total de 183 143 licenciés, 106 716 s’adonnaient à une pratique de compétition.
Les féminines représentent environ 15% du total des licenciés de la Fédération.

## Polémiques
Dans les années 90, la FFTT procède à la mise à l'écart progressive de Olivier Marmurek de l'équipe de France. Il est notamment expulsé de l'INSEP, sa bourse d'athlète de haut niveau lui est retiré, il n'est pas sélectionné à diverses compétitions internationales majeurs... Son expulsion est cependant jugé invalide par le CNSOF mais cette décision n'est pas appliquée. Toutes ces mesures sont prises alors qu'il est l'un des meilleurs joueurs français à cette époque et sans justifications. Ces décisions jugées injustes poussent même un cadre fédéral à démissionner.
En 2016, la non sélection de Stéphane Ouaiche, alors champion de France en titre, aux Jeux olympiques de Rio crée une polémique. Le coach du principal intéressé souligne une décision injuste du DTN de la FFTT qui aurait privilégié des joueurs (Tristan Flore et Benjamin Brossier) s'entraînant à l'INSEP. Cette décision est critiquée pour le manque de communication de la FFTT qui n'a prévenu ni le principal intéressé, ni les autres potentiels sélectionnés (Adrien Mattenet et Antoine Hachard). Elle a un fort retentissement dans le monde du tennis de table français qui s'insurge de ce choix. 